# Trentepohlia (Trentepohlia) hexaphalerata
Trentepohlia (Trentepohlia) hexaphalerata is een tweevleugelige uit de familie steltmuggen (Limoniidae). De soort komt voor in het Afrotropisch gebied.